# Liste der Moto-Guzzi-Motorräder
Liste der nicht mehr produzierten Moto-Guzzi-Motorräder seit der Unternehmensgründung im Jahr 1921. Siehe Hauptartikel für die aktuellen Modelle.

## Einzylinder-Motoren
Sofern nicht anders angegeben, handelt es sich um luftgekühlte Einzylinder-Viertaktmotoren mit Kettenantrieb.
| Modell                   | Hubraum           | Leistung    | Einführung | Produktionsende | Modellvarianten und Bemerkungen |
| ------------------------ | ----------------- | ----------- | ---------- | --------------- | --- |
| Normale                  | 498 cm³           | 9 PS        | 1921       | 1924            | |
| Sport                    | 498 cm³           | 13 PS       | 1923       | 1939            | - Sport (1923–1928) - Sport 14 (1929–1930) - Sport 15 (1931–1939) - Motocarro Tipo 107 (Lastendreirad, 1928–1931) - Mototriciclo 32, Motocarro 109-32 (Lastendreirad, 1932–1933) |
| GT                       | 498 cm³           | 13 PS       | 1928       | 1939            | - G.T. (1928–1930) - G.T. 16 (1931–1934) - G.T. 17 (1932–1939) - G.T. 20 (Militärmotorrad, 1938) |
| P-Serie                  | 174, 247 cm³      | 7–9,5 PS    | 1932       | 1940            | - P 175 - P 250 / P.E. 250 / P.E.S. - P.L. / P.L.S. / Egretta / Ardetta - Albatros (Rennmotorrad, 20 PS, 1939–1940) - Gambalunghino (Rennmotorrad, 25–27 PS, 1949–1952) |
| V-Serie                  | 498 cm³           | 18–26 PS    | 1933       | 1948            | - V / G.T.V. (1933–1949) - W / G.T.W. (1933–1948) - G.T.C. (1937–1939) - Condor (Rennmotorrad, 28 PS, 1938–1940) - Dondolino (Rennmotorrad, 33 PS, 1946–1951) - Gambalunga (Rennmotorrad, 35–37 PS, 1946–1951) - Motocarro E.R. (Lastendreirad, 1938–1941) - Motocarro Tipo U (Lastendreirad, 1942–1945) - Ercole (Lastendreirad, 1946–1980) - Edile (Lastendreirad, 1946–1947) |
| S-Serie                  | 498 cm³           | 13 PS       | 1934       | 1940            | - S / G.T.S. (1934–1940) - Motocarro S (Lastendreirad, 1934–1937) |
| Alce                     | 498 cm³           | 13,2 PS     | 1939       | 1945            | Militärmotorrad, auch als TriAlce (Lastendreirad) |
| Airone                   | 246 cm³           | 9,5–13,5 PS | 1939       | 1957            | - Airone Turismo (1939–1957) - Airone Sport (1948–1953) - Airone Sport (1954–1957) |
| Superalce                | 498 cm³           | 18,5 PS     | 1946       | 1958            | Militärmotorrad |
| Motoleggera 65 „Guzzino“ | 64 cm³            | 2 PS        | 1946       | 1954            | Leichtkraftrad, Zweitaktmotor |
| Astore                   | 498 cm³           | 19 PS       | 1948       | 1953            | |
| Galletto                 | 160, 175, 192 cm³ | 6–7,5 PS    | 1950       | 1966            | Motorroller - Galletto 160 (1950–1952) - Galletto 175 (1952–1953) - Galletto 192 (1954–1966) - Ercolino (Lastendreirad, 1956–1970) |
| Falcone                  | 498 cm³           | 23 PS       | 1950       | 1967            | |
| Zigolo                   | 98, 110 cm³       | 4–4,6 PS    | 1953       | 1965            | Leichtkraftrad, Zweitaktmotor, auch als Aiace (Lastendreirad, 1962–1963) |
| Cardellino               | 64, 73, 83 cm³    | 2–2,9 PS    | 1954       | 1963            | Leichtkraftrad, Zweitaktmotor - Cardellino 65 (1954–1956) - (Nuovo) Cardellino 73 Turismo, Lusso (1957–1961) - Cardellino 83 Turismo, Lusso (1962–1963) |
| Lodola                   | 175, 235 cm³      | 9–14 PS     | 1956       | 1965            | Motor mit oben liegender Nockenwelle - Lodola (1956–1965) - Lodola Sport (1958–1965) - Lodola Gran Turismo (1959–1965) - Lodola Regolarità (1960–1965) |
| Stornello                | 123, 153 cm³      | 7–12,6 PS   | 1960       | 1974            | - Stornello 125 (1960–1966) - Stornello 125 Sport (1961–1967) - Stornello 125 Regolarità (1965–1967) - Stornello 125 Sport Italia / America (1967–1970) - Stornello 125 Scrambler (1971–1974) - Stornello 125 Turismo (1971–1974) - Stornello 160 (1968–1970) - Stornello 160 Turismo (1971–1974)                                                                               |
| Dingo                    | 49 cm³            | 1,4–1,5 PS  | 1963       | 1976            | Mokick / Moped, Zweitaktmotor - Dingo Turismo - Dingo Sport - Dingo GT - Dingo Super - Dingo Cross - Dingo Super Sport - Dingo Gran Turismo - Dingo 50 MM / 3V - Dingotre (Lastendreirad, 1965–1968) - Furghino (Lastendreirad, 1968–1971) |
| Trotter                  | 41, 49 cm³        | 1,2–1,7 PS  | 1966       | 1973            | Mofa, Zweitaktmotor - Trotter (1966–1967) - Trotter Normale / VIP / Super (1968–1969) - Trotter Special M / V (1970–1973) - Trotter Mark M / V (1970–1973) |
| Nuovo Falcone            | 499 cm³           | 26 PS       | 1969       | 1976            | |
| Chiù                     | 49 cm³            | 1,5 PS      | 1974       | 1978            | Moped, Zweitaktmotor, Bezeichnung Robin in Nordamerika |
| Magnum B                 | 49 cm³            | 1,2 PS      | 1976       | 1979            | Minibike, Zweitaktmotor |
| 125 TT / Trial B         | 121 cm³           | 14–15 PS    | 1974       | 1981            | Allroundenduro / Trial, Zweitaktmotor |
| 125 Turismo B            | 121 cm³           | 15 PS       | 1974       | 1981            | Zweitaktmotor |
| Cross 50 B               | 49 cm³            | 1,1 PS      | 1974       | 1981            | Motocross-Mokick, Zweitaktmotor mit Fünfganggetriebe |
| Nibbio B                 | 49 cm³            | 1,1 PS      | 1974       | 1981            | Mokick, Zweitaktmotor mit Fünfganggetriebe |
| G2 B                     | 49 cm³            | 1,5 PS      | 1978       | 1980            | Moped, Zweitaktmotor |
| 125 Custom B             | 123 cm³           | 16,5 PS     | 1985       | 1987            | Leichter Cruiser, flüssigkeitsgekühlter Zweitaktmotor |
| 125 TT B                 | 123 cm³           | 16,5 PS     | 1985       | 1988            | Allroundenduro, flüssigkeitsgekühlter Zweitaktmotor |

## Mehrzylindermotoren mit Kettenantrieb
Sofern nicht anders angegeben handelt es sich um luftgekühlte Viertaktmotoren mit Kettenantrieb.
| Motor/Modell         | Hubraum | Leistung | Einführung | Produktionsende | Modellvarianten und Bemerkungen                                              |
| -------------------- | ------- | -------- | ---------- | --------------- | ---------------------------------------------------------------------------- |
| Tre Cilindri         | 495 cm³ | 25 PS    | 1932       | 1933            | Supersportler mit Dreizylindermotor                                          |
| Bicilindrica         | 494 cm³ | 41–50 PS | 1933       | 1951            | Rennmotorrad mit Zweizylinder-V-Motor                                        |
| Quattro Cilindri 500 | 492 cm³ | 54 PS    | 1953       | 1954            | Rennmotorrad mit flüssigkeitsgekühltem Reihen-Vierzylinder und Kardanantrieb |
| V8                   | 499 cm³ | 78 PS    | 1955       | 1957            | Rennmotorrad mit Achtzylinder-V-Motor                                        |
| 250 TS B             | 231 cm³ | 25 PS    | 1974       | 1982            | Reihen-Zweizylinder-Zweitaktmotor 12                                         |
| 350 GTS B            | 346 cm³ | 38 PS    | 1974       | 1975            | Reihen-Vierzylinder 13                                                       |
| 400 GTS B            | 397 cm³ | 40 PS    | 1976       | 1979            | Reihen-Vierzylinder 14                                                       |
| 254 B                | 231 cm³ | 28 PS    | 1977       | 1981            | Reihen-Vierzylinder 9                                                        |
| 125 2C 4T B          | 124 cm³ | 16 PS    | 1979       | 1981            | Reihen-Zweizylinder                                                          |

## Zweizylinder-V-Motoren mitKardanantrieb

### Oberklasse – „Big Block“-Motoren
| Motor/Modell    | Hubraum  | Leistung   | Einführung | Produktionsende | Modellvarianten und Bemerkungen |
| --------------- | -------- | ---------- | ---------- | --------------- | --- |
| V7              | 704 cm³  | 40 PS      | 1967       | 1969            | 1 |
| V7 Special      | 758 cm³  | 49 PS      | 1969       | 1976            | - V7 Special 4 - V7 Record (Prototyp, 1969) 2 - V7 Ambassador (USA) 3 - V7 California (USA, 1971) 5 |
| V7 Sport        | 748 cm³  | 52 PS      | 1971       | 1974            | |
| V7 850 GT       | 844 cm³  | 51 PS      | 1972       | 1974            | - V7 850 GT 6 - 850 California (USA) 7 - 850 Eldorado (USA) 8 |
| 750 S           | 748 cm³  | 62 PS      | 1974       | 1975            | - 750 S (1974–1975) - 750 S3 (1975) |
| 850             | 844 cm³  | 55–82 PS   | 1973       | 1987            | - 850 T (1973–1975, 53 PS) 10 - 850 T3 (1975–1979, 55 PS) 16 - 850 T3 California (Cruiser, 1975–1980, 59 PS) 17 - 850 Le Mans (Supersportler, 1976–1978, 71 PS) 19 - 850 Le Mans II (Supersportler, 1978–1982, 81 PS) 20 21 25 - 850 T4 (1980–1983, 55 PS) 24 - 850 Le Mans III (Sportler, 1982–1985, 76–82 PS) 26 - 850 T5 (1983–1987, 67–69 PS) 28 |
| 1000            | 942 cm³  | 82–86 PS   | 1979       | 1985            | Supersportler-Kleinserien von Agostini/DMB für den deutschen Markt - V1000 II Le Mans (60 St., 1979–1980, 82 PS) - V1000 III Le Mans (100 St., 1982–1985, 86 PS) 30 |
| 1000            | 949 cm³  | 67–82 PS   | 1975       | 1997            | - V1000 I Convert (1975–1982, 71 PS) 18 - 1000 SP (Tourer, 1978–1983, 67 PS) - V1000 G5 (1978–1983, 71 PS) 23 - California II (Cruiser, 1981–1987, 65 PS) 27 - 1000 SP II (Tourer, 1984–1988, 67 PS) 29 - Le Mans 1000 (Sportler, 1984–1993, 82 PS) 33 37 - Mille GT (Naked Bike, 1987–1991, 67 PS) 34 - California III (Cruiser, 1988–1993, 67 PS) 35 36 - 1000 SP III (Tourer, 1988–1992, 67 PS) - 1000 S (Naked Bike, 1989–1993, 71–81 PS) 38 39 - Quota 1000 (Reiseenduro, 1992–1997, 69 PS) - 1000 Strada (Naked Bike, 1992–1994, 71 PS) |
| Daytona         | 992 cm³  | 102 PS     | 1992       | 1997            | Supersportler - Daytona 1000 (1992–1995) 40 - Daytona 1000 Racing (1996) - Daytona RS (1996–1997) 43 |
| V10 Centauro    | 992 cm³  | 95 PS      | 1996       | 2001            | - V10 Centauro (1996–2001) 44 - V10 Centauro GT (1998–2001) - V10 Centauro Sport (1998–2001) |
| 1100            | 1064 cm³ | 69–90 PS   | 1994       | 2012            | - 1100 Sport (1994–1999, 90 PS) - Quota 1100 ES (Reiseenduro, 1998–2001, 69 PS) - California 1100 (Cruiser, 1993–2012, 71–76 PS) |
| V11             | 1064 cm³ | 91 PS      | 1999       | 2005            | - V11 Sport / Sport Naked (1999–2003) - V11 Sport Rosso Mandello (2001) - V11 Le Mans (2001–2005) (inkl. Sondermodelle Tenni, Rosso Corsa, Nero Corsa) - V11 Scura (2002–2003) - V11 Coppa Italia, Cafè Sport, Sport Ballabio (2004–2005) - V11 Scura R (2005) |
| MGS-01 Corsa    | 1225 cm³ | 128 PS     | 2004       | 2011            | Supersportler, ab Werk ohne Straßenzulassung |
| 1100 „CARC“     | 1064 cm³ | 86–88 PS   | 2005       | 2008            | - Breva V 1100 (Naked Bike, 2005–2007, 86 PS) - Griso 1100 (Naked Bike, 2005–2008, 88 PS) |
| 850 „CARC“      | 877 cm³  | 71–75 PS   | 2005       | 2010            | - Griso 850 (Naked Bike, 2006–2007, 76 PS) - Breva 850 (Naked Bike, 2006–2010, 71–72 PS) - Norge 850 (Sporttourer, 2008–2009, 75 PS) |
| 1200 4V „CARC“  | 1151 cm³ | 90–95 PS   | 2006       | 2011            | Motor mit 2 Ventilen pro Zylinder - Norge 1200 (Sporttourer, 2006–2010, 90 PS) - 1200 Sport (Naked Bike, 2006–2008, 95 PS) - Breva 1200 (Naked Bike, 2008–2011, 90 PS) |
| Bellagio 940    | 936 cm³  | 75 PS      | 2007       | 2014            | Roadster / Cruiser, Motor mit 2 Ventilen pro Zylinder |
| 1200 8V „CARC“  | 1151 cm³ | 102–106 PS | 2007       | 2016            | Motor mit 4 Ventilen pro Zylinder - Griso 1200 8V (Naked Bike, 2007–2016, 110 PS) - Stelvio 8V (Reiseenduro, 2008–2016, 105 PS) - 1200 Sport 4V / 8V Corsa (Naked Bike, 2009–2014, 105 PS) - Norge GT 8V (Sporttourer, 2011–2016, 102 PS) - V12 (Konzeptstudien, 2009) |
| California 1400 | 1380 cm³ | 96 PS      | 2013       | 2020            | - California 1400 Touring (2013–2020) - California 1400 Touring SE (2015–2017) - California 1400 Custom (2013–2016) - Audace (2015–2019) - Eldorado (2015–2020) - MGX-21 (2016–2020) - Audace Carbon (2017–2020) |

### Mittelklasse – „Small Block“-Motoren
| Motor/Modell | Hubraum | Leistung | Einführung | Produktionsende | Modellvarianten und Bemerkungen |
| ------------ | ------- | -------- | ---------- | --------------- | --- |
| V35          | 346 cm³ | 30–51 PS | 1977       | 1999            | - V35 (1977–1980, 33 PS) - V35 Imola (1979–1984, 36 PS) 22 - V35 II (1981–1986, 35 PS) - V35 Imola II (1984–1986, 40 PS) - V35 III (1985–1992, 36 PS) - V35 TT (Reiseenduro, 1984–1987, 31 PS) - V35 C (Custom, 1985–1988, 36 PS) - V35 Florida (Custom/Cruiser, 1986–1992, 34 PS) - NTX 350 (Reiseenduro, 1987–1990, 45 PS) - Trentacinque GT (1988–1995, 35 PS) - Nevada 350 (Custom/Cruiser, 1992–1999, 30 PS) |
| V40          | 387 cm³ | 40 PS    | 1984       | 1989            | - V40 Capri (1984–1989, 40 PS) 31 - V40 Targa (1984–1989, 40 PS) 32 |
| V50          | 490 cm³ | 45–50 PS | 1977       | 1989            | - V50 (1977–1979) - V50 Monza (1979–1984, 48 PS) - V50 II (1979–1981) - V50 III (1982–1986) - V50 Monza II (1984–1989, 50 PS) |
| V65          | 643 cm³ | 45–60 PS | 1982       | 1994            | - V65 (Roadster, 1982–1987, 52 PS) - V65 SP (leichter Tourer, 1983–1986, 50 PS) - V65 TT (Reiseenduro, 1983–1986, 48 PS) - V65 C (Custom, 1984–1987, 52 PS) - V65 Lario (Sporttourer, 1984–1987, 60 PS) - V65 Florida (Custom/Cruiser, 1986–1994, 48 PS) - NTX 650 (Reiseenduro, 1987–1990, 45–50 PS) - Sessantacinque GT (Roadster, 1988–1992, 48–52 PS)                                                         |
| V75          | 744 cm³ | 65 PS    | 1986       | 1990            | Sporttourer, Motor mit 4 Ventilen pro Zylinder |
| 750          | 744 cm³ | 45–58 PS | 1989       | 2016            | - 750 SP (leichter Tourer, 1989–1993, 58 PS) - Targa 750 (Sporttourer, 1990–1993, 46 PS) - NTX 750 / 750 X (Reiseenduro, 1990–2001, 52 PS) - Nevada 750 (Custom/Cruiser, 1991–2015, 46–51 PS) - 750 Strada (Naked Bike, 1993–1995, 48 PS) - Breva 750 (Naked Bike, 2003–2009, 45–49 PS) |
| V7 (2008)    | 744 cm³ | 49–51 PS | 2008       | 2014            | - V7 Classic (2008–2011) - V7 Cafè Classic (2009–2011) - V7 Racer (2010–2011) - V7 Stone (2012–2014) - V7 Racer (2012–2014) - V7 Special (2012–2014) |
| V7 II        | 744 cm³ | 48 PS    | 2014       | 2016            | - V7 II Stone (2014–2016) - V7 II Special (2014–2016) - V7 II Racer (2014–2016) - V7 II Stornello (2016, limitiert auf 1.000 Stück) |
| V9           | 853 cm³ | 65 PS    | 2016       | 2024            | - V9 Bobber (2016–2024) - V9 Bobber Centenario (2021) - V9 Roamer (2016–2024) |
| V7 III       | 744 cm³ | 52 PS    | 2017       | 2020            | - V7 III Stone (2017–2020) - V7 III Special (2017–2020) - V7 III Racer (2017–2020) - V7 III Anniversario (2017–2020) - V7 III Carbon (2018–2019) - V7 III Rough (2018–2020) - V7 III Milano (2018–?) |

## Bemerkungen
| Typ                 | Bemerkungen |
| ------------------- | --- |
| V7 Record           | 2 Nach dem Ausscheiden von Giulio Cesare Carcano kam Lino Tonti als Entwicklungsleiter zu Moto Guzzi. Lino Tonti hatte sein Können als Konstrukteur bei Aermacchi, Bianchi und Gilera bestens unter Beweis gestellt und baute sogar eigene Rennmaschinen unter den Namen Paton und Linto. Damit Moto Guzzi auch sportlich wieder positive Schlagzeilen machte, engagierte sich Tonti für die Teilnahme am Dauerweltrekord. Um bei beiden Disziplinen (bis 750 cm³ und bis 1000 cm³) starten zu können, wurde der Motor je nach Rennen mit Zylindern mit unterschiedlichen Bohrungen (82 mm und 83 mm) ausgerüstet. Die Leistung betrug rund 50 kW (68 PS). Die Maschine wurde mit einer Glasfaserkunststoff-Verkleidung und einem mit der V8 vergleichbaren Anstrich versehen. In Monza absolvierten die Rennfahrer Bertorelli, Vittorio Brambilla, Mandracci, Alberto Pagani, Patrignani, Tenconi, Trabalzini und Remo Venturi die 100 km mit einer Durchschnittsgeschwindigkeit von 218,426 km/h, erreichten in einer Stunde 217,040 km und fuhren die 1000 km mit einem Stundenmittel von 205,932 km/h. Diese Rekorde stellten für damalige Verhältnisse eine außergewöhnliche Dauerbelastbarkeit dar und unterstrichen die Qualität und Langlebigkeit der Motorräder von Moto Guzzi. |
| V7 Ambassador       | 3 Mit mehr Hubraum, einem verbesserten Getriebe, einem am Lenkkopf verstärkten Rahmen, der im Seitenwagenbetrieb ein stabileres Fahrverhalten versprach, großen Trittbrettern und Bremspedal wurde die V7 auf Antrag des damaligen US-Importeurs Berliner Motor Corporation in Hasbrouck Heights, NJ ab 1969 unter dem Namen V7 Ambassador in die USA ausgeliefert. Ursprünglich war die V7 Ambassador dem US-Markt vorbehalten, fand aber auch in Europa einige Abnehmer. Die ersten Ambassador unterscheiden sich im Bereich des Seitendeckels von späteren Modellen. Die Ambassador konnte in verschiedenen Farben geordert werden, außer in schwarz, weiß und rot war sie auch in grün und blau erhältlich. |
| V7 Special          | 4 Parallel zur Ambassador wurde für den europäischen Markt die V7 Special angeboten. Technisch mit der Ambassador gleich, hat die Special im Unterschied zur Ambassador Fußrasten statt Trittbretter, geschaltet wurde dennoch über eine Schaltwippe. Die V7 Special konnte in schwarz, weiß und rot geordert werden, eine Farbpalette, die Guzzi später beibehielt. |
| California der LAPD | 5 Die Ur-California entstand auf Vorschlag des US-Importeurs Premier Motors bzw. dessen Mutterfirma Berliner Motor Corporation in Hasbrouck Heights, NJ. Im Rahmen einer Ausschreibung des Los Angeles Police Departements LAPD boten die Gebrüder Joseph und Michael Berliner unter der Bezeichnung „California“ eine auf der V7 Ambassador basierende, aber ähnlich üppig wie die Harley-Davidson Electra Glide ausgestattete Polizeimaschine an. Damit man im Wettbewerb gegen Harley-Davidson bestehen konnte, ließen die Gebrüder Berliner kurzerhand viele stilistische Elemente der Harley-Davidson Electra Glide wie etwa Packtaschen, die große Windschutzscheibe, verchromte Sturzbügel, Zusatzscheinwerfer oder Weißwandreifen etc. an Maschinen aus der laufenden V7-Special-Serie montieren. Beschriftet waren diese ausschließlich mit einem Einzelsitz ausgestatteten Maschinen lediglich mit der Aufschrift „California“ ohne Hubraumangabe. Die Maschinen hatten den 758-cm³-Motor und das Vierganggetriebe der V7 Special. Eine Maschine wurde 1971 in Mailand ausgestellt und stieß beim Publikum auf großes, positives Echo. Wegen der großen Nachfrage boten verschiedene Moto-Guzzi-Händler an, die California-Ausstattung als Option zu erwerben und an eine V7 Special zu montieren. So gab es durchaus als V7 Special bezeichnete Maschinen, welche bereits werkseitig mit einer California-Ausstattung versehen wurden. |
| V850 GT             | 6 1972 als Nachfolgemodell der V7 Special für den europäischen Markt lanciert, hatte das neue Fünfganggetriebe sowie einen um 8 mm verlängerten Hub, der mehr Drehmoment versprach und sich besonders im Seitenwagenbetrieb positiv bemerkbar machte. Während die V850 California ab 1973 eine vordere Scheibenbremse erhielt, wurde bei der V850 GT die Trommelbremse beibehalten. |
| V850 California     | 7 Die positiven Reaktionen auf die 1971 in Mailand vorgestellten Ur-California und die gewonnene Ausschreibung der LAPD veranlassten Moto Guzzi die Serienproduktion unter der Bezeichnung „V850 California“ aufzunehmen. Gegenüber der ersten Polizeimaschinen basierten die nun angebotenen Maschinen auf der V850 GT, stimmten technisch mit dieser überein und wurden als V850 California bezeichnet. Anstelle der Packtaschen wurden nun Koffer angebaut; die zivilen Maschinen wurden ab 1972 ausgeliefert und wurden mit einer Doppelsitzbank ausgerüstet. Obwohl die Bezeichnung V7 an den Maschinen wegfiel, wurden die Motorräder in diversen Ländern in den Prospekten noch als V7-Variante angeboten. Ab 1973 erhielt die V850 California vorne eine Scheibenbremse, während in der V850 GT weiterhin Trommelbremsen verwendet wurden. Für den europäischen Markt war eigentlich die Bezeichnung „V7 850 GT De Luxe“ vorgesehen, doch abgesehen von einem Mailänder Ausstellungsstück trug jedoch keine Maschine diese Bezeichnung, denn die Ausstattungsvariante mit der Bezeichnung V850 California ließ sich auch in Europa hervorragend verkaufen. Nach wie vor boten viele Händler die California-Ausstattung komplett oder in Teilen als Option an, die Kunden auch im Nachhinein an ihre Maschinen montieren konnten. So sind V850 GT mit einer bereits werkseitig oder im Nachhinein montierten California-Ausstattung durchaus keine Seltenheit. |
| V850 Eldorado       | 8 Die Eldorado wurde für den US-Markt als Nachfolgemodell der V7 Ambassador lanciert. Sie war etwas sportlicher ausgelegt und stärker als die V850 California, jedoch nicht so üppig ausgestattet. |
| 254                 | 9 Badge-Engineering mit Benelli, auch als Benelli 254 erhältlich, gesprochen „250 Quattro“ |
| 850 T               | 10 In der 850 T wurde erstmals der ab 1971 unter der Leitung von Umberto Todero neu entwickelte „Runde“ Motor eingebaut. Auffälligstes Merkmal dieses neuen Motors ist die nun vorne auf der Kurbelwelle montierte Lichtmaschine. Die 850 T hat vorne zwei Scheibenbremsen und hinten eine Trommelbremse. |
| 250 TS              | 12 Motorrad mit Zweizylinder-Zweitaktreihenmotor; baugleich mit der Benelli 250 2C; von Benelli produziert. |
| 350 GTS             | 13 Motorrad mit Viertaktreihenmotor mit vier Zylindern; baugleich mit der Benelli 354, gesprochen „350 Quattro“. |
| 400 GTS             | 14 Motorrad mit Viertaktreihenmotor mit vier Zylindern; bei Benelli konstruiert und produziert; Hubraumvergrößerung auf 397 cm³ ab 1976. |
| 850 T3              | 16 Als Nachfolgemodell der 850 T hat die 850 T3 drei Scheibenbremsen „T3“ und das integrale Bremssystem, die Leistung wurde etwas angehoben. Mit über 30'000 verkauften Exemplaren (inklusive der T3-California-Ausführung) ist die T3 eines der erfolgreichsten Modelle von Moto Guzzi. |
| 850 T3 California   | 17 Die 850 T3 California ist eine Ausstattungs-Variante der 850 T3 und technisch gleich. Sie wurde als Nachfolgerin der V850 California für den US-Markt lanciert. Die verschärften Emissionsvorschriften in den USA führten 1979 zur vorzeitigen Einstellung der Produktion der 850 T3 California, noch bevor das Nachfolgemodell fertig entwickelt worden war. |
| V1000 I-Convert     | 18 Die „Idroconvert“ hat keine Fußschaltung, sondern ein Automatikgetriebe mit Drehmomentwandler und zwei Fahrstufen. 5452 Exemplare wurden gebaut, davon 1376 in die USA exportiert. Außerhalb Italiens vielfach als Polizeimaschine im Einsatz unter anderem bei der California Highway Patrol, Nevada Highway Patrol, Gendarmerie Nationale (Frankreich), Kantonspolizei Wallis (Schweiz). Die ersten Modelle der V1000 I-Convert erhielten Tank und Speichenräder der 850 T3 California und hatten ein eigenständiges Rücklicht-Design, ab Modelljahrgang 1979 wurden dann sukzessive Tank, Sattel, Rückleuchten und Aluminium-Gussräder wie bei der 1000 SP verwendet. |
| 850 Le Mans         | 19 Um konkurrenzfähig zu bleiben, sollte die 750 S3 für den Modelljahrgang 1976 mehr Hubraum und damit mehr Leistung erhalten. Da Moto Guzzi 1975 einen Prototyp mit dem leistungsfähigeren 844 cm³ Motor als Rennmaschine beim damals noch in Le Mans stattfindenden Bol-d’Or-Langstreckenrennen einsetzte und diese Maschine intern „Le Mans“ nannte, erhielt das Nachfolgemodell der 750 S3 auf Drängen des Moto-Guzzi-Eigners Alejandro de Tomaso die Bezeichnung „850 Le Mans“. Ungewollt gelang Moto Guzzi damit ein großer Marketing-Schachzug, denn Ende 1977 zog der Bol d’Or von Le Mans nach Le Castellet um, woraufhin der Automobile Club de l’Ouest das 24-Stunden-Motorradrennen von Le Mans ins Leben rief. Die Sportmaschinen aus dem Hause Moto Guzzi trugen fortan, obwohl sie in Le Mans nie gewonnen hatten, nun den Namen einer international renommierten und bei den Fans beliebten Motorsportveranstaltung. |
| 850 Le Mans II      | 20 Nachfolgemodell der 850 Le Mans mit leistungsstärkerem Motor und geänderter Verkleidung. Diverse 850 Le Mans II des Jahrgangs 1982 wurden, da sich die Produktion mit der 850 Le Mans III überlagerte, für den britischen Importeur Coburn & Hughes umlackiert und vor allem in Großbritannien als Sondermodell „Black & Gold“ angeboten. Einige davon kamen auch in die Schaufenster von Händlern auf dem europäischen Festland und in Japan. |
| Le Mans CX100       | 21 Infolge verschärfter Emissionsvorschriften im US-Bundesstaat Kalifornien, aber auch, um mit 1000 cm³ („Mille“) als Konkurrent zur BMW R 100 RS antreten zu können, wurden ab 1979 die US-Versionen der 850 Le Mans II mit einem leicht modifizierten Motor der 1000 SP ausgerüstet und als Le Mans CX100 angeboten. Obwohl auf dem Papier mit 60 kW (82 PS) minimal stärker, war den Kunden der für ein Tourenmotorrad konzipierte Motor der CX100 im Vergleich zur 850 Le Mans II viel zu träge. Mit dem 1980 vorgestellten neuen „Eckigen Motor“ erfüllte Moto Guzzi auch mit der sportlichen 850 Le Mans III die Emissionsvorschriften wieder und so wurde die Produktion der eher unbeliebten CX100 bereits nach 353 produzierten Exemplaren eingestellt. Ein Teil dieser Produktion wurde ab 1980 in Deutschland unter der Bezeichnung Le Mans AGO angeboten. |
| V35 Imola           | 22 War als „kleine Le Mans“ besonders in Japan sehr beliebt. Wegen der dort geltenden Haftpflichtversicherungsklassen, die für Motorräder mit einem Hubraum über 750 cm³ hohe Versicherungsprämien vorsehen, war die sehr ähnlich gestaltete V35 Imola eine willkommene Alternative zur praktisch unerschwinglichen Le Mans. |
| V1000 G5            | 23 Basiert auf der V1000 I-Convert, jedoch mit 5-Gang-Getriebe „G5“; 3857 Exemplare gebaut, davon 3021 für die italienischen Streitkräfte. Die G5 hat im Gegensatz zur V1000 I-Convert keine Trittbretter, sondern eine Fußrastenanlage. |
| 850 T4              | 24 Mit der Weiterführung der T-Linie nach der 850 T3 führte Moto Guzzi nun neu, ähnlich wie BMW mit den R 80 gegenüber der R 100, günstigere Varianten der 1000 cm³ Motorräder ein. Die 850 T4 war die „Budget-Variante“ der 1000 SP und hatte noch den alten „Runden Motor“. Die meisten 850 T4 und später 850 T5 wurden für die italienische Polizei produziert. |
| Le Mans AGO         | 25 Die Le Mans AGO ist kein von Moto Guzzi offiziell auf den Markt gebrachtes Motorradmodell, sondern ein Sondermodell des damaligen Deutschen Moto Guzzi Importeurs, der Deutschen Motobécane GmbH in Bielefeld (DMB). Die Le Mans AGO ist eigentlich eine Le Mans CX100. Da sich die CX100 in den USA nur schlecht verkaufte, übernahm die Deutsche Motobecane GmbH Restposten der Le Mans CX100 und bot diese mit einem Marketing-Trick in Form des auf offiziell 150 Exemplare limitierten Sondermodells „Le Mans AGO“ an. Die Le Mans AGO blieb bis zum Verkauf der letzten Maschine (Sommer 1982) im Angebotskatalog der Deutschen Motobécane GmbH und war auf Kundenwunsch mit diversen Verkleidungen, Sitzbänken etc. erhältlich. |
| 850 Le Mans III     | 26 Aufgrund der Schwierigkeiten mit den kalifornischen Emissionsvorschriften musste der Motor der 850 Le Mans II hinsichtlich Geräuschentwicklung, Ansaug- und Abgassystem überarbeitet werden. Mit offiziell 44 Änderungen wurde der aus der 850 T und 750 S bekannte Motor weiterentwickelt. Auffällig ist die neue Form von Zylinderkopf und Zylinder („Eckiger Motor“) die eine bessere Kühlung des Motors erlaubte. Während die Ventildimensionen unverändert blieben, wurde die Verdichtung leicht zurückgenommen. Dieser Motor bildete fortan die Basis für die großen Modelle von Moto Guzzi. |
| California II       | 27 Während die V850 California und die 850 T3 California Ausstattungsvarianten der angebotenen Modelle waren, wurde die California II fortan als eigenständiges Modell lanciert. Die California II kam wegen der verschärften Emissionsbestimmungen im US-Bundesstaat Kalifornien verzögert auf den Markt und wurde bereits mit dem aus der Le Mans III bekannten, weiterentwickelten „Eckigen Motor“ angeboten. Gegenüber der Le Mans III wurde der Motor der California II, wie bei den Moto-Guzzi-Tourenmotoren üblich, mit kleineren Ventilen und Zylindern mit größerer Bohrung versehen, was den Hubraum auf 949 cm³ erhöhte. Nach der vorzeitigen Einstellung der 850 T3 California war Moto Guzzi zwei Jahre dem US-Markt ferngeblieben. Dies konnte die California II nur bedingt wettmachen. Ironischerweise erhöhte sich die Nachfrage nach den letzten California II Modellen bei der Vorstellung der California III stark. |
| 850T5               | 28 Vor allem als 850T5 PA („Pubblica Amministrazione“) für die italienische Polizei gebaut. |
| 1000 SP II          | 29 Mit 16" Vorderrad; der Rahmen des Vorgängers 1000 SP, Motor der California II. |
| 1000 Le Mans III    | 30 Die 1000 Le Mans III (oft mit dem Zusatz „DMB“ versehen) ist wie die Le Mans AGO kein von Moto Guzzi offiziell auf den Markt gebrachtes Motorradmodell, sondern eine Bezeichnung für Sondermodelle und Umbauten auf Basis der 850 Le Mans III, die vom damaligen Deutschen Moto Guzzi Importeur, der Deutschen Motobécane GmbH in Bielefeld (DMB) hergestellt und angeboten wurden. DMB überarbeitete den Motor komplett unter Verwendung von Rennsportteilen (Zylinder, Kolben, eine 320°-Nockenwelle, härtere Ventilfedern, leichtere Aluminium-Stoßstangen etc.) von namhaften deutschen Herstellern wie Mahle, Schrick und anderen. Dem Käufer standen wie bei der Le Mans AGO diverse Anbauteile wie Verkleidungen, Scheinwerfer, Tanks, Sitzbänke, Fußrastenanlagen, Gabeln zur Auswahl, unter anderem auch aus dem Zubehörangebot von Drittfirmen, so dass das Aussehen der Motorräder bereits bei der Erstzulassung sehr individuell gestaltet sein konnte. Gegen (hohen) Aufpreis konnte sogar das sog. NoKI-Fahrwerk des finnischen Spezialisten JL Mekaniikka geordert werden. Der Hintergrund der 1000 Le Mans III DMB basiert auf dem Umstand, dass die Deutsche Motobécane GmbH ab 1982 nebst Neumaschinen auch das Tuning von Moto-Guzzi-Motorrädern anbot, dies mit Duldung und technischer Unterstützung von Moto Guzzi. Ziel der DMB war es, mit den angebotenen, leistungsfähigen Motorrädern die Marke Moto Guzzi konkurrenzfähig zu halten. Die Stückzahl der 1000 Le Mans III DMB sind unsicher, da DMB auf Kundenwunsch auch ältere 850er-Le Mans-III-Maschinen umbaute und eintragen ließ, ebenso wurden Maschinen mit einem weitaus weniger ausgeprägten, dafür kostengünstigeren Tuning (Hubraum von 949 cm³; Leistung 63 kW / 86 PS) unter der Bezeichnung 1000 Le Mans III DMB angeboten. Hinzu kommt, dass Kunden ihre Maschine zwar umbauen, aber nicht eintragen ließen, da die Umbaumaßnahmen von außen nur bedingt sichtbar waren (größere Vergaser). Die Produkte der DMB genossen einen sehr guten Ruf, sie kamen zumindest auf dem Papier an die damals für den Verkauf ausschlaggebenden Leistungswerte heran und besaßen, abgesehen von der eher konservativ gehaltenen Sitzposition, ein sehr gutes Fahrwerk. Allerdings war der Preis von rund 17'000 DM vergleichsweise hoch. Als 1984 Moto Guzzi die Le Mans 1000 auf den Markt brachte, griffen viele Kunden aufgrund des als unangenehm empfundenen originalen 16"-Vorderrades der Le Mans 1000 gerne zu weiteren Tuningprodukten von DMB im Stile der 1000 Le Mans III DMB zurück. 1989 wurde die Deutsche Motobécane GmbH durch den deutschen Yamaha-Importeur Mitsui Maschinen GmbH (seit 1996 Yamaha Motor Deutschland GmbH) übernommen. Als Moto-Guzzi-Importeur fungierte fortan die Bielefelder Firma A&G Motorrad Vertrieb GmbH, auf deren Vorschlag die 1000 S lanciert wurde. |
| V40 Capri           | 31 Nach dem großen Erfolg der V35 Imola in Japan wurde speziell für den japanischen Markt die V40 Capri mit exakt 386,9 cm³ gefertigt. Der Motor wurde für die japanischen Gepflogenheiten deutlich kurzhubiger ausgelegt (Hub V35: 50,6 mm, V40: 45 mm; Bohrung V35: 66 mm, V40: 74 mm) und damit drehfreudiger gemacht. Die V40 Capri hatte 16"-Räder und eine lenkerfeste Verkleidung. |
| V40 Targa           | 32 Schwestermodell der V40 Capri, in Japan mit einer Halbschalenverkleidung ausgestattet, auf andern Märkten (Nord-/Südamerika) auch mit der lenkerfesten Verkleidung der V40 Capri im Angebot. Verschiedentlich wurden diese Maschinen auch in Europa angeboten. |
| Le Mans 1000        | 33 Oft fälschlich als „Le Mans IV“ bezeichnet und zunächst mit einem modischen 16"-Vorderrad ausgestattet, das von den Kunden auch aus ästhetischen Gründen wenig geliebt wurde. Die Handlichkeit der Maschine wurde damit verbessert, jedoch konnte gefährliches Hochgeschwindigkeitspendeln auftreten. Die meisten Maschinen wurden auf 18" umgerüstet. Ab 1987 wurde serienmäßig ein 18"-Vorderrad eingebaut. Zum 20-jährigen Jubiläum des 1966 eingeführten V7-Motors wurde die Le Mans 1000 SE („Special Edition“) produziert (1986–1988). |
| Mille GT            | 34 Ursprünglich als Designvorschlag des deutschen Importeurs an Moto Guzzi herangetragen und umgesetzt. |
| California III      | 35 Auf dem Europäischen Festland hatte die California III einen schweren Start, europäische Fans der California-Modelle verglichen das Styling der California III mit Tropfentank und gestufter Sitzbank mit japanischen Softchoppern und vermissten das eigenständige Design der California II. Weiter machten unübliche Qualitätsmängel von sich reden, wie etwa Benzinleitungen, die abbrachen. Gemessen an den Preisen der Konkurrenz bot die California III jedoch, werkseitig bereits mit Koffern, Sturzbügeln und Windschutzscheibe ausgestattet, ein sehr gutes Preis-Leistungs-Verhältnis. Motor und das nach wie vor sehr gute Fahrwerk waren trotz nominell schwächerer Leistung durchaus konkurrenzfähig. So bildeten die California III und ihre Nachfolgerin, die California 1100, die sichere Basis in dem sich abzeichnenden Überlebenskampf der Firma Moto Guzzi. |
| California III CI   | 36 Die California III CI, das erste Motorrad mit einem luftgekühlten V2-Motor und elektronischer Einspritzung. Sie war als Fulldresser mit kompletter Verkleidung, Koffern und Topcase ausgelegt und leistete etwas mehr als die Vergasermodelle. Obwohl sehr modern gestylt und komplett ausgerüstet, fand die California III CI aufgrund des hohen Preises, der in der Nähe der BMW K 100 LT lag, nur wenige Interessenten. |
| Le Mans 1000 CI     | 37 Verschiedentlich als „Le Mans V“ bezeichnet. Sie ist die letzte Le Mans mit Tonti-Doppelschleifenrahmen. |
| 1000 S 1.Serie      | 38 Motor und Fahrwerk basieren auf der Le Mans 1000 CI, die Lancierung dieses Modells wurde vom Deutschen Importeur vorgeschlagen. |
| 1000 S 2.Serie      | 39 Motor und Fahrwerk basieren auf der Mille GT, der Motor wurde mit einem größeren Vergaser (PHF 36 statt VHB 30 CS) und einer etwas höheren Verdichtung (9,5 statt 9,2) versehen und leistete daher 52 kW/71 PS statt 50 kW/67 PS. |
| Daytona 1000        | 40 Gegen Ende der 1980er Jahre stieg der Erwartungsdruck auf Moto Guzzi betreffend einer konkurrenzfähigen Nachfolgerin der Le Mans. Konkurrent Ducati brachte mit der 851 ein äußerst attraktiv gestyltes, modernes Zweizylinder-Motorrad auf den Markt, das mit Erfolgen in der Superbike-WM zeigte, dass man die japanischen Vierzylinder durchaus das Fürchten lehren konnte. Zudem bildete sich bereits eine große Moto-Guzzi-Tuning-Szene, die selbst konkurrenzfähige Motorräder zu bauen vermochte. Einer davon war der aus Pennsylvania stammende Zahnarzt und Langstrecken-Rennfahrer John Wittner „Dr. John“, dessen Team 1985 mit seiner „Le Mans 1000 Racer“ genannten Guzzi das 250-Meilen Rennen der AMA Endurance Champion Chip auf dem Daytona Speedway (Florida) gewann und Honda auf die Plätze verwies. Die 1987 von Wittner weiterentwickelte Nachfolgerin, die „1000 R/V Racer“, mit 997,6 cm³ (B×H: 95,25 mm × 70 mm), 4-Ventilen pro Zylinder und einem Mikuni-40-mm-„Slingshot“-Vergaser, leistete annähernd 88 kW (120 PS) bei knapp 9300U/min (Verdichtung: 11,25 : 1,) wog 156 kg und erreichte bis zu 260 km/h Höchstgeschwindigkeit. 1989 holte der Moto-Guzzi-Eigner Alejandro De Tomaso John Wittner in die Entwicklungsabteilung nach Mandello del Lario und zusammen mit dem bereits im Pensionsalter stehenden Umberto Todero wurde ein neuer Motor mit vier Ventilen pro Zylinder, zwei hochliegenden Nockenwellen mit kurzen Stößeln sowie ein neuer Zentralrohrrahmen entwickelt. Der Prototyp wurde als „Daytona“ bereits im Herbst 1989 an der EICMA in Mailand dem Publikum vorgestellt. 1990 war die Daytona bereits im offiziellen Katalog, jedoch noch mit einem Dell’Orto PHF 40 Vergaser ausgerüstet und einer Leistung von 67 kW (91 PS), zu einem Preis von rund 28'000 DM. Allerdings wurde die Daytona so nie produziert, da man aufgrund von Emissionsvorschriften eine Einspritzung von Marelli vorsah. Erst ab 1992 konnte die Daytona, nun mit der Zusatzbezeichnung „Fuel Injection“ versehen, mit einer Leistung von 70 kW (95 PS) zu einem Preis von rund 31'000 DM erworben werden. Während die Rennmaschinen von Wittner noch das Guzzi-Integral-Bremssystem verbaut hatten, verzichtete Guzzi bei der Daytona aus Kostengründen darauf und bediente sich aus dem Standardsortiment des Zulieferers Brembo. Die finanziellen Schwierigkeiten des Moto-Guzzi-Mutterkonzerns De Tomaso wirkten sich direkt auf die Entwicklung der Daytona aus. Während die Ducatis, speziell die ab 1994 erhältliche 916 richtige Eyecatcher waren, war bei der Daytona die aus Spargründen verbaute Cantilever-Hinterradschwinge, allein beim Betrachten weit entfernt von attraktivem Engineering und zeigte auch im Normalbetrieb diverse Schwächen: Die offen laufende Kardanwelle war sehr wartungsintensiv und musste regelmäßig ersetzt werden. Zwar erhielten spätere Modelle eine Schmiervorrichtung, doch auch die zweiteilige Steckachse machte den Einbau des Hinterrads zur unnötig mühsamen Angelegenheit. Dabei war eine Parallelogramm-Einarmschwinge, genannt CARC, welche gut 10 Jahre später mit der Breva auf den Markt gebracht wurde, bereits patentiert worden, doch entschied sich die Geschäftsführung aus Kostengründen dagegen. Mit der Erkrankung De Tomasos 1993 und der damit verbundenen Restrukturierung unter dem Diktat des neuen Moto-Guzzi-Mehrheitsaktionärs, der Investmentbank Finprogetti wurde die von Anfang an verlustreiche Produktion der Daytona 1999 eingestellt. Von der Daytona (inkl. der Daytona RS) wurden rund 320 Stück in Italien, ca. 130 in Deutschland, 100 Stück in Japan und den USA, 60 in Frankreich und 50 im Vereinigten Königreich verkauft.                                 |
| Daytona RS          | 43 Erstes Serienmotorrad von Moto Guzzi mit mehr als 74 kW (100 PS). Die Daytona RS wurde 1996 zusammen mit der 1100 Sport EFI vorgestellt und hat aus Kosten- und Synergiegründen auch das gleiche Fahrwerk sowie die nahezu gleiche Verkleidung. Da die 1100 Sport EFI 66 kW (90 PS) erreichte, musste die Leistung der Daytona RS angehoben werden, um den massiv höheren Preis zu rechtfertigen. Sie betrug 75 kW (102 PS). Dies wurde mittels einer leicht höheren Verdichtung (10.5:1; Daytona 1000 10:1) und einer digitalen Zündung von Marelli erreicht, weiter wurde ein Ölkühler montiert. Durch die Verwendung des Fahrwerks der 1100 Sport EFI stieg das Gewicht der nun soziustauglichen Daytona RS gegenüber der Daytona 1000 um 18 kg, der Radstand wurde um 15 mm länger und das Hinterrad hatte eine Radgröße von 17 statt 18 Zoll. Neu war ebenfalls die Upside-Down Gabel von WP (Daytona 1000 40mm Marzocchi), sowie die 320-mm-Bremsscheiben (Daytona 1000: 300 mm) aus der Serie d’Oro von Brembo. |
| V10 Centauro        | 44 Als Nachfolgerin der 1000 Strada und der Mille GT lanciert, hat die V10 Centauro doch einen etwas speziellen Hintergrund, der die betrieblichen Umstände bei Moto Guzzi in den 90er Jahren deutlich macht. In den späten 1980er und frühen 1990er Jahren war die technische Ausrüstung bei Moto Guzzi völlig veraltet, man zeichnete und rechnete praktisch noch von Hand, von der Installation von CAD-Systemen und modernen CNC-Fertigungsanlagen war man weit entfernt, derweil die Konkurrenz bei BMW und Ducati bereits modernste 3D-CAD-Systeme nutzen konnte. Die Moto-Guzzi-Konstrukteure waren diesbezüglich auf die Infrastruktur von Maserati angewiesen, die ebenfalls zum De-Tomaso-Konzern gehörte. Da jedoch infolge des Verkaufs von Maserati an Fiat diese Infrastruktur und das Wissen der dortigen Konstrukteure ab 1993 nicht mehr zur Verfügung standen, war bei Moto Guzzi ein enormer Investitionsbedarf an einem modernen Maschinenpark, an Konstruktionsmitteln und an Ausbildung und Schulung der Mitarbeiter vorhanden. Der selbst finanziell angeschlagene Mutterkonzern von Moto Guzzi, De Tomaso, vermochte dies nicht zu bewerkstelligen. Mit finanzieller Hilfe und unter dem Diktat des neuen Mehrheitsaktionärs, der Investmentbank Finprogetti, entschloss man sich zu einer Radikalkur und Modernisierung. Diese Radikalkur war tatsächlich so erfolgreich, dass Moto Guzzi ab 1995 wieder einen Reingewinn ausweisen konnte. Finprogetti verfolgte, auch im Hinblick auf verschärfte Abgasbestimmungen, unter anderem die Strategie, ähnlich wie BMW mit den Boxermotoren, den immer noch auf dem Motor der Le Mans III basierenden Zweiventil-Motor umgehend durch den Vierventil-Motor der Daytona abzulösen. Hierzu wollte man die große Nachfrage der Volumenmodelle Mille GT und 1000 Strada nutzen, um mit einem neuen Naked-Bike den Daytona-Motor in hohen Stückzahlen produzieren zu können, damit die Produktionskosten dieses teuren Motors zu senken und somit den vorgesehenen Ablösungsprozess umzusetzen. So nahm man die Nachfolgerin der erfolgreichen Mille GT, die 1000 Strada bereits nach anderthalb Jahren Produktionszeit aus dem Programm und entschied sich für den „V10 Centauro“ genannten Entwurf von Luciano Marabese, der ein modern gestaltetes, bulliges und Musclebike-ähnliches Motorrad kreiert hatte. Obwohl in den 1990er Jahren diese Art von Motorrädern, etwa die Yamaha Vmax oder die Harley-Davidson Fatboy ein gewisses Revival erlebten, verkaufte sich die V10 Centauro gerade auf dem italienischen Heimmarkt sehr schlecht. Vielen Mille-GT-1000-Strada-Fahrern war sie zu überzeichnet, zu teuer und zu wartungsintensiv. Die V10 Centauro erzielte zwar in den USA, Deutschland und Frankreich ein gewisses Interesse, litt aber gleichzeitig unter den von der Daytona her bekannten Schwächen. Da sich auch die 1100 Sport EFI, deren Fahrleistungen im Alltagsbetrieb kaum schlechter waren als diejenigen der Daytona RS, besser verkaufte, blieb die Nachfrage nach dem zwar sehr guten, aber in der Produktion enorm teuren Daytona-Motor sehr gering. Moto Guzzi verlor mit jeder produzierten Maschine mit dem Daytona-Motor Geld. 1999 wurde daher die Serienproduktion der Daytona-Motoren eingestellt und nur noch auf Kundenwunsch (MGS-01 Corsa) gefertigt. Die Restbestände der Serienfertigung wurden in den diversen V10-Centauro-Versionen verwendet, die bis 2001 im Angebot blieben. Insgesamt wurden etwa 400 V10 Centauro produziert. Das Scheitern der V10 Centauro war letztlich ausschlaggebend für den Rückzug von Finprogetti aus der zumindest strukturell gut sanierten Moto Guzzi und der damit verbundenen Übernahme von Moto Guzzi durch Ivano Beggios Aprilia. |